# Сиви човек
Сиви човек (енгл. The Gray Man) амерички је акциони трилер из 2022. године, у режији Ентонија и Џоа Руса, по сценарију Кристофера Маркуса и Стивена Макфилија. Темељи се на истоименом роману Марка Гринија. Главне улоге глуме: Рајан Гозлинг, Крис Еванс, Ана де Армас, Џесика Хенвик, Реге-Жан Пејџ, Вагнер Моура, Џулија Патерс, Дануш, Алфри Вудард и Били Боб Торнтон.
Екранизација Гринијевог романа првобитно је најављена 2011. године, а Џејмс Греј је требало да режира, док би у главним улогама били Бред Пит и Шарлиз Терон, али ова верзија никада није остварена. Развој је стагнирао све до јула 2020. године, када су браћа Русо питписани за режију, а Гослинг и Еванс за главне улоге. Снимање је почело у Лос Анђелесу у марту 2021, пре него што је завршено у Прагу тог јула. Са буџетом за продукцију од 200 милиона долара, један је од најскупљих филмова које је произвео Netflix.
Премијерно је приказиван у одабраним биоскопима од 15. јула 2022, док је 22. јула приказан за Netflix. Добио је помешане критике уз похвале за глумачку поставу, али критике према „клишеираном сценарију и вратоломном темпу”.

## Радња
Када Цијин највештији плаћеник познат као Курт Џентри тј. Сијера Шест случајно открије тајне мрачне агенције, он постаје мета и прогоне га по целом свету психопатски бивши колега Лојд Хансен и међународне убице.

## Улоге
| Глумац           | Улога          |
| ---------------- | -------------- |
| Рајан Гозлинг    | Корт Џентри    |
| Крис Еванс       | Лојд Хансен    |
| Ана де Армас     | Дани Миранда   |
| Били Боб Торнтон | Доналд Фицрој  |
| Џесика Хенвик    | Сузана Бруер   |
| Реге-Жан Пејџ    | Дени Кармајкл  |
| Вагнер Моура     | Ласло Соса     |
| Џулија Патерс    | Клер Фицрој    |
| Дануш            | Авик Сан       |
| Алфри Вудард     | Маргарет Кахил |
| Калан Малвеј     | Сијера Четири  |
| Деобија Опареј   | Дјулин         |
| Роберт Казински  | Перини         |
| Шеј Вигам        | отац Шестице   |
| Еме Иквуакор     | плаћеник       |